# Reithose

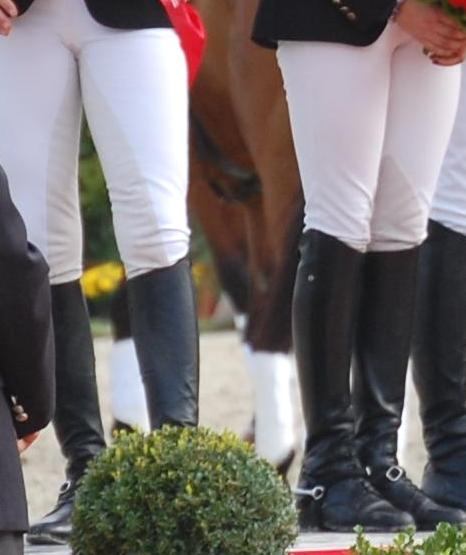
Stiefelreithosen, Vollbesatz (links), Kniebesatz (rechts)

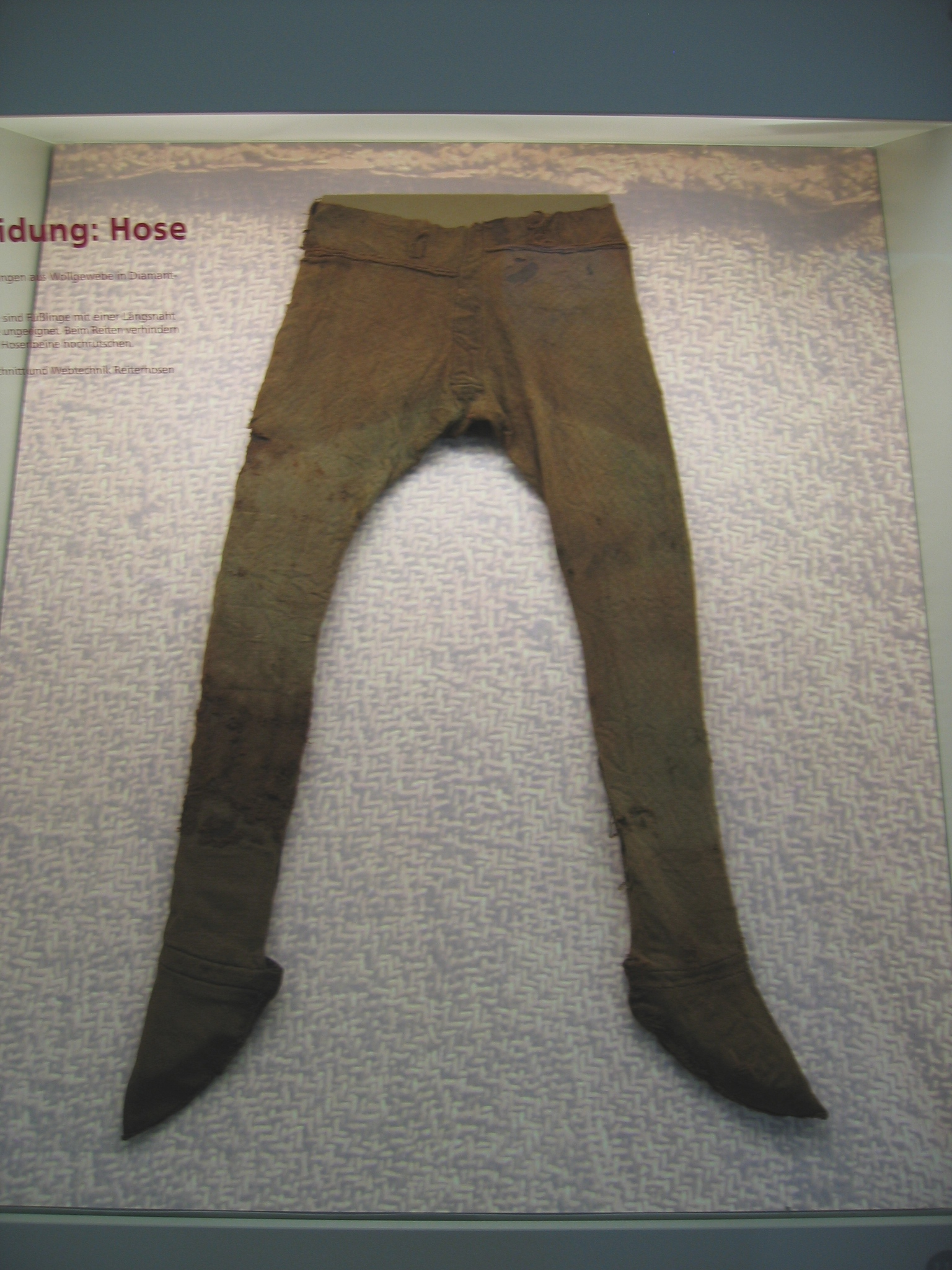
Thorsberg-Hose, ca. Mitte 4. Jh.

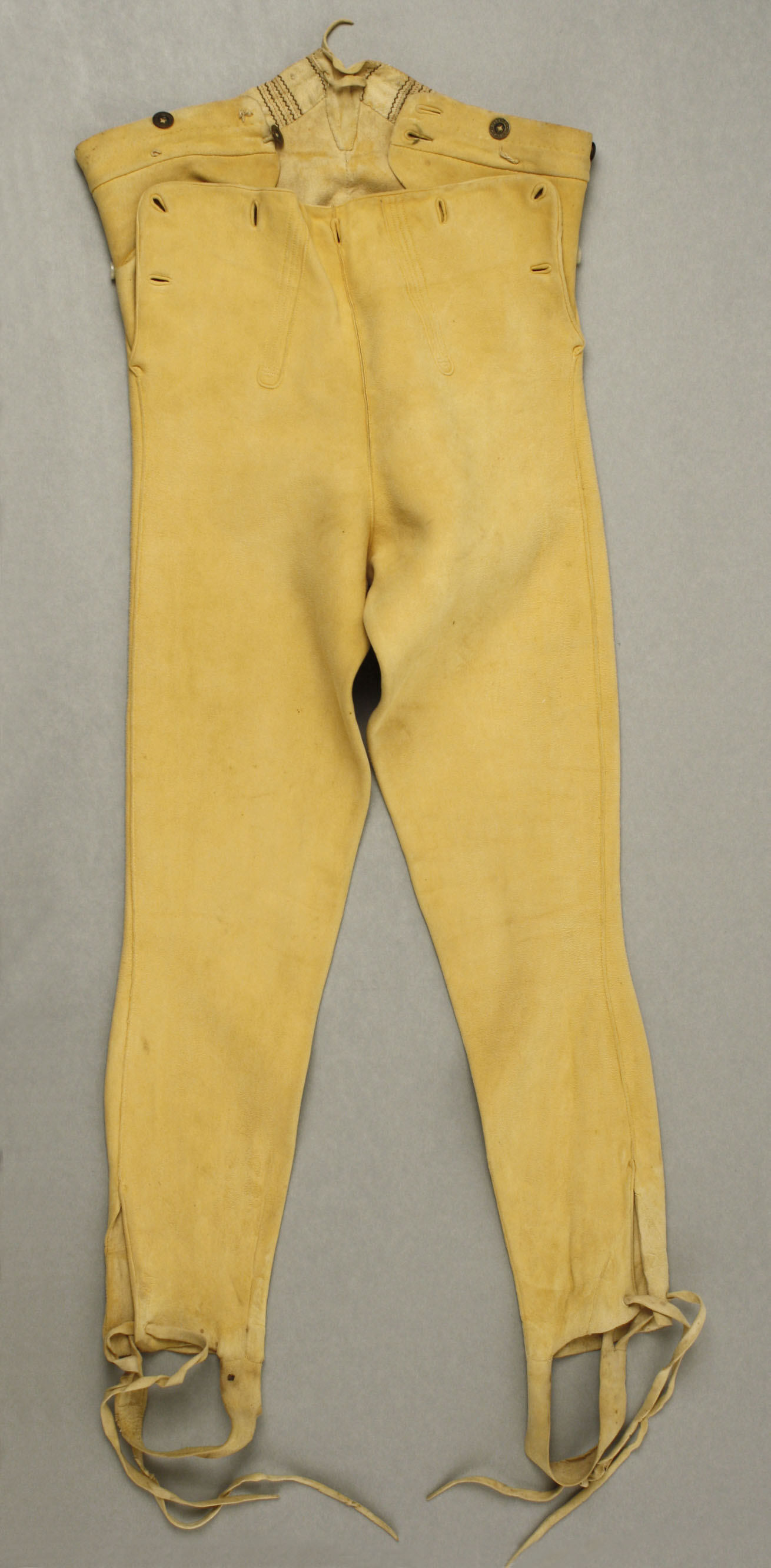
Stiefelreithose aus Leder um 1795

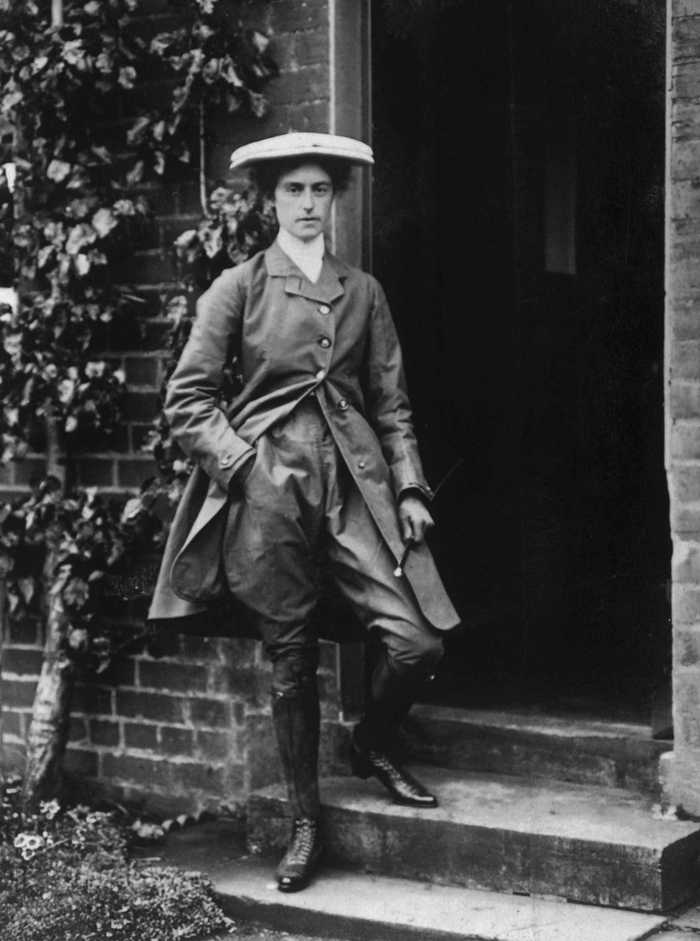
Lilian Bland (vor 1911) mit Breeches

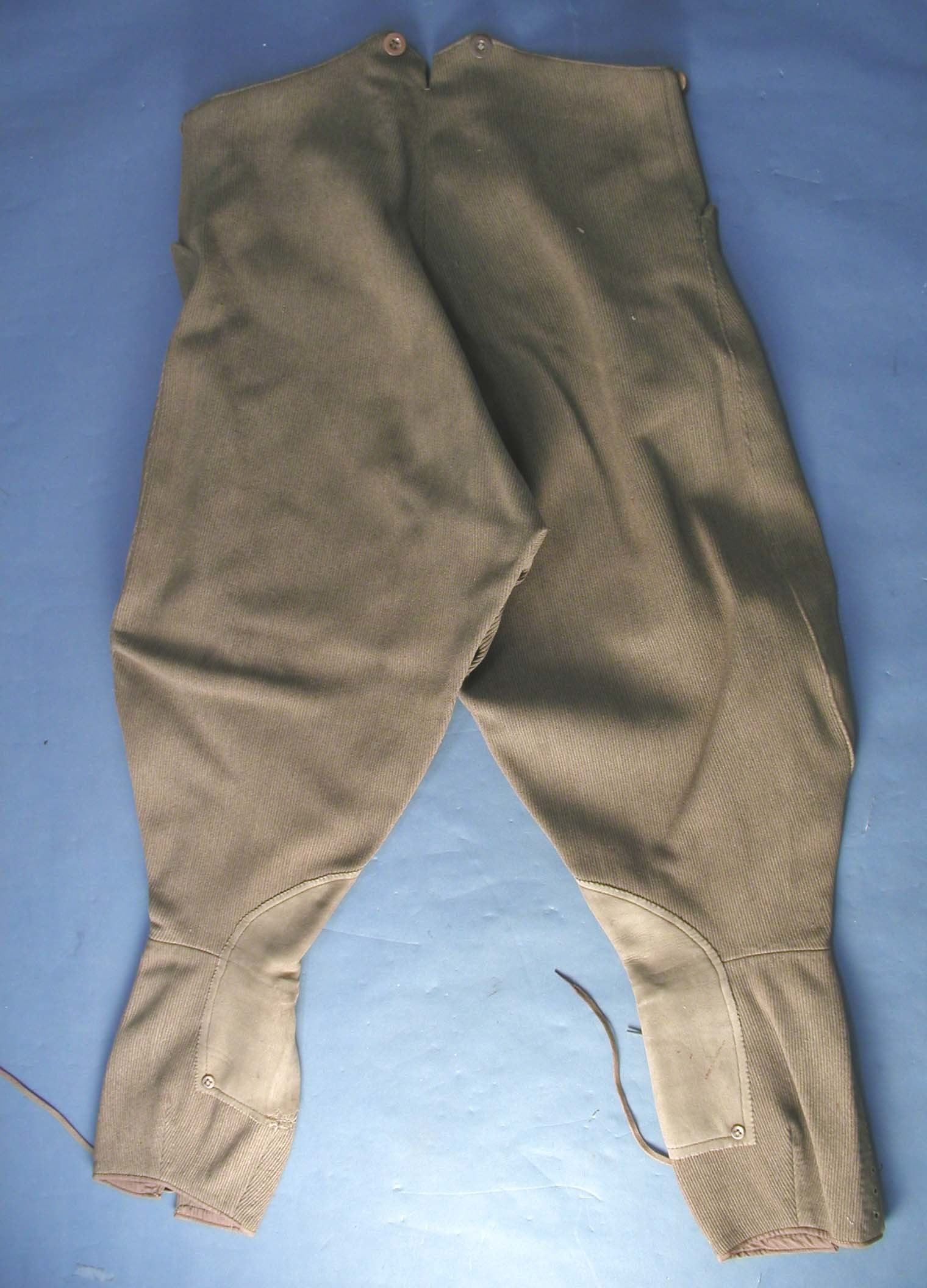
Breeches (Erster Weltkrieg, 1914–1918)

Reithosen sind Hosen, die durch Schnitt und Material für das Reiten auf Pferden geeignet sind.

## Geschichte
Hosen in einer mit heute vergleichbaren Form wurden bei Reitervölkern wie den Skythen, Sarmaten und Dakern getragen, aber auch von Chinesen und Mongolen.
Das bislang älteste Exemplar einer Reithose wurde als Teil einer Grabausstattung im Yanghai-Gräberfeld in der Nähe von Turfan gefunden und auf das Ende des 2. Jahrtausends v. Chr. datiert, entsprechend einem Alter von rund 3.200 Jahren. Ein deutsch-chinesisches Team, das die gewebten Wollhosen im Rahmen des Silk Road Fashion-Projekts untersuchte, zeigte, dass die Hosen aus drei Teilen bestehen, zwei Beinteilen und einem gestuften Zwickelteil, welches durch seine große Weite ein Spreizen der Beine seitwärts erlaubte, wie es beim Reiten benötigt wurde. Der Stoff der Hose wurde nicht zugeschnitten, sondern maßgenau in Köperbindung gewebt und am Bund mit Kordeln befestigt. Die Hose wurde mit Ornamenten in Kelimtechnik verziert. Knie- und Wadenbereiche wurden mit Zwirnbindung verstärkt.
Mit der Thorsberg-Hose wurde auch in Schleswig-Holstein eine strumpfhosenähnliche gewebte Wollhose wohl aus dem 4. Jahrhundert gefunden, die auch als Reithosen dienten.
Die schottischen Tartan-Trews, ein Männer-Kleidungsstück für Beine und Unterbauch, lassen sich bis 1538 zurückverfolgen. Schon damals gab es im mittelalterlichen Stil gewobene Tartan-Hosen, die besonders im Winter in den Highlands getragen wurden, wenn die Kilts nicht genügend Schutz boten. Trews können speziell an der Innenseite der Beine mit Leder, meist Wildleder, verstärkt sein, um Abrieb beim Reiten zu vermindern. Sie waren bis zum Dress Act von 1746 in Gebrauch, der es verbot, dass Männer und Jungen Elemente des Highland Dress außerhalb des Militärdienstes trugen.
Im 19. Jahrhundert waren Stiefelhosen Kleidungsstücke, die obwohl aus wenig elastischem Oberstoffe gefertigt, recht eng waren. Auf historischen Abbildungen sehen sie den heutigen Reithosen aus elastischem Gewebe ähnlich.
Breeches haben einen weiten Ballon vom Knie bis zur Taille und sind vom Knie bis zum Fußgelenk eng geschnitten und sind dadurch bequem. Mit der Reise von Prinzen Albert, dem späteren König Edward, nach Indien setzten sich ab 1876 Breeches zunächst im englischen und später im gesamten europäischen Adel als Reithose durch und fanden in der ersten Hälfte des 20. Jahrhunderts in Europa als Reit- und Stiefelhose allgemein Verbreitung. Sie waren zwischen 1910 und 1945 im Zivil- und Uniformbereich sehr beliebt und wurden in Landwirtschaft und Reitsport auch für Frauen üblich. Bis dahin waren Damenhosen unüblich.
Mit dem Aufkommen elastischer Stoffe um 1960 kehrten die klassischen Schnittformen zurück.

## Stoff
Im Sommer werden gerne Reithosen aus Baumwollstoffen mit einem Anteil an elastischen Kunstfasern, beispielsweise Elastan, verwendet. Baumwollhosen sind angenehm zu tragen, oft jedoch nicht lange haltbar. Kunstfaserstoffe sind elastisch und häufig sehr haltbar. Stoffe mit Rippenmuster sind meist robust. Es gibt auch Reithosen, die Jeans-Stoffen nachempfunden sind.
Im Winter werden häufig Reithosen aus Softshell, Cord sowie Thermoreithosen mit Vollbesatz oder Skihosen verwendet. In Thermoreithosen oder Skihosen ist jedoch der Kontakt zum Pferd schlechter. Sie eignen sich mehr zum Ausreiten und weniger zum sportlichen Springen oder zum Dressurreiten.

## Schnitt
Bei allen Reithosen ist eine gute Passform von Bedeutung. Bei Bedarf wird lange Unterwäsche unter der Reithose getragen. Je nach Reitstil und Verwendungszweck gibt es verschiedene Schnittformen.
Klassische Reithosen, insbesondere in der Kavallerie, waren zumeist zur Gänze aus Leder, hier bevorzugt Rehleder, und aus einem Stück vom Täschner gefertigt ohne Nähte an den Beininnenseiten und im Schritt.
Stiefelreithosen werden mit Reitstiefeln oder Minichaps getragen. Sie sind vorwiegend aus elastischen Stoffen und beinnah geschnitten.
Breeches sind in ihrer modernen Form am Oberschenkel weit geschnitten und sind meist aus festen Stoffen gefertigt. Es gibt auch Ganzlederreithosen ohne Besatz, die am Oberschenkel ebenfalls weit geschnitten sind. Ganzlederreithosen werden beim Jagdreiten und in der klassischen Reiterei verwendet.
Jodhpur-Hosen sind überwiegend gerade geschnitten und werden mit Stiefeletten getragen. Es gibt jedoch auch eine klassische Schnittform mit weit geschnittenen Oberschenkeln. Ein Steg unter dem Fuß verhindert das Hochrutschen. Die Jodhpur-Hose wird beim Freizeitreiten, Geländereiten und Wanderreiten sowie bei Gangpferdreiten verwendet.
Kentucky Jodhpurs werden bei American Saddlebred Shows getragen. Sie sind anliegend, sehr lang und haben einen Steg unter dem Fuß, um zu vermeiden, dass das Hosenbein hochrutscht. Sie werden am Knöchel weiter und passen so über die Jodhpur-Stiefeletten. Auf der Rückseite ist das Hosenbein länger, damit das Bein länger wirkt.
Zum Westernreiten werden spezielle Reitjeans verwendet, die auf der Innenseite besonders flache Nähte haben. Dazu werden oft Chaps getragen.

## Besatz
Reithosen zeichnen sich entweder durch einen Besatz auf der Innenseite des Knies (Kniebesatz) aus, oder durch einen Einsatz in der ganzen Sitzfläche (Vollbesatz). Der Besatz schont den Stoff und das Gesäß und gewährleistet guten Halt. Ein Kniebesatz kann aus Leder, Kunstleder oder Stoff bestehen. Ein Vollbesatz besteht entweder aus Leder oder Kunstleder. Gutes Leder ist bei entsprechender Pflege sehr lange haltbar. Da es beim Waschen hart wird, muss es nach dem Waschen eingecremt oder durch Reiben, Strecken oder Kneten geschmeidig gemacht werden. Bei einem unbekannten Kunstfaserbesatz ist keine Aussage über die Haltbarkeit möglich, da qualitativ hochwertige Kunstleder, die nahezu unzerstörbar und manchmal sogar bielastisch sind, aber auch minderwertige Kunstleder mit geringer Haltbarkeit (weniger als eine Saison) im Handel sind, die für Unkundige kaum zu unterscheiden sind. Manche Kunstleder gewähren einen so guten Halt im Sattel, dass kaum möglich ist, sich einmal verrutscht, wieder zurecht zu setzen. Manche Reiter und Reiterinnen bevorzugen glatte Stoffhosen mit Knieleder, die auf dem Sattel rutschen und dadurch viel Bewegungsfreiheit gewähren, andere wählen Vollbesatzhosen, die mehr Halt bieten.

## Reitleggings
Ungefähr seit 2016 sind in Deutschland Reitleggings auf dem Markt, in den Niederlanden sind sie schon länger verbreitet.
Im Vergleich zu klassischen Reithosen ist ihr Material dünner und elastischer. Sie sind wie eine Sporthose geschnitten, mit einem elastischen Bund ohne Verschluss. Sie weisen keinen aufgenähten Besatz auf, sondern nur einen aufgedruckten Gripbesatz aus PU oder Silikon, entweder als Vollgrip oder als Kniegrip und verfügen häufig über große Taschen auf dem Oberschenkel speziell für ein Mobiltelefon.
Es gibt sportlichere Reitleggings aus Polyamid mit Elasthan, die wie Laufhosen geschnitten sind. Sie bestehen meist aus atmungaktiven, schnelltrocknendem Material für das Freizeitreiten im Sommer oder aus Softshell für den Winter. Sie sind jedoch weniger haltbar als klassische Reithosen.
Eine weitere Variante ist die Reitleggings aus Baumwolle mit Elasthan, die mit einem Kordelzug im Bund an eine Jogginghose erinnert. Sie ist besonders bequem und weniger für sportliches Reiten geeignet.

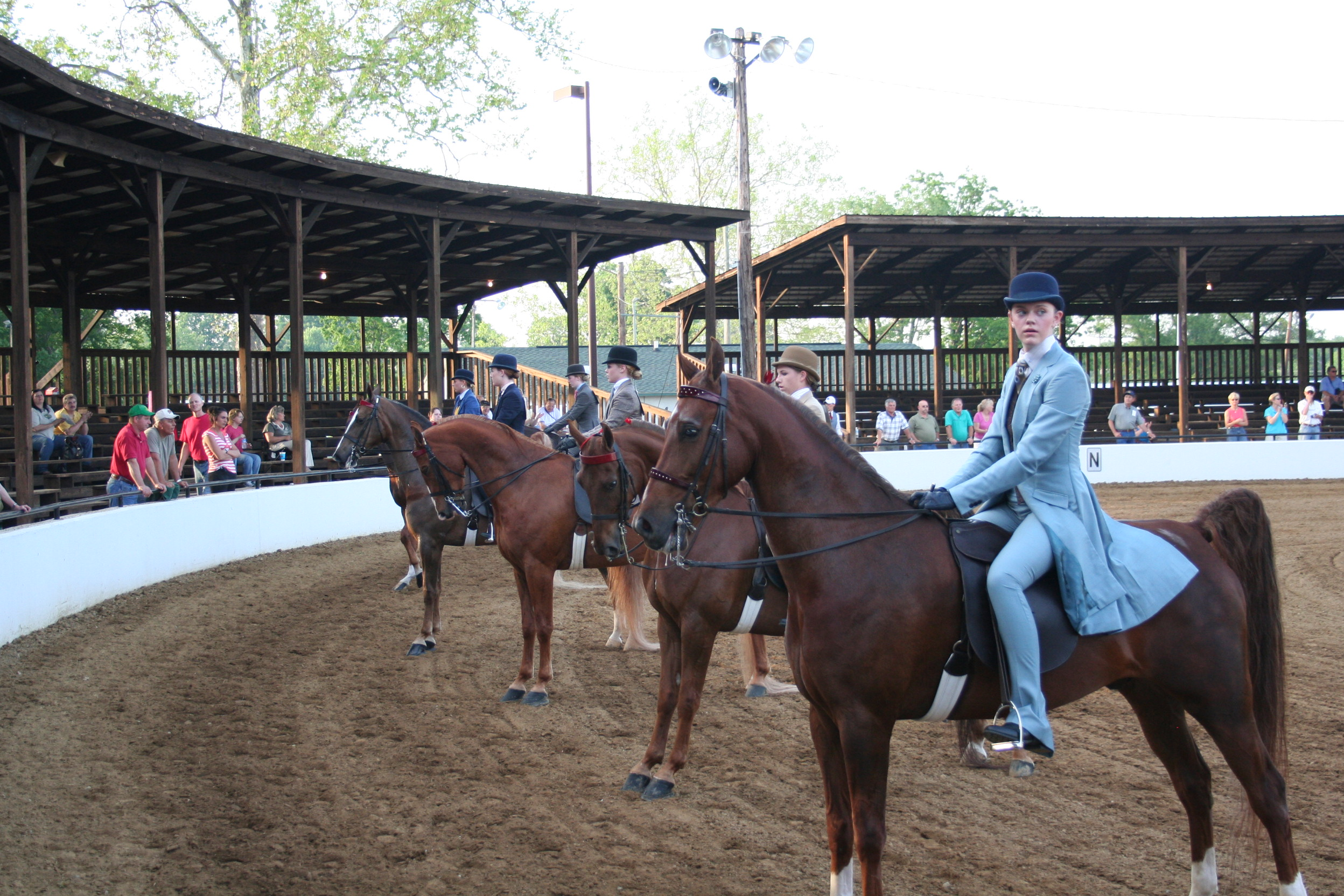
Kentucky Jodhpurs, 2006
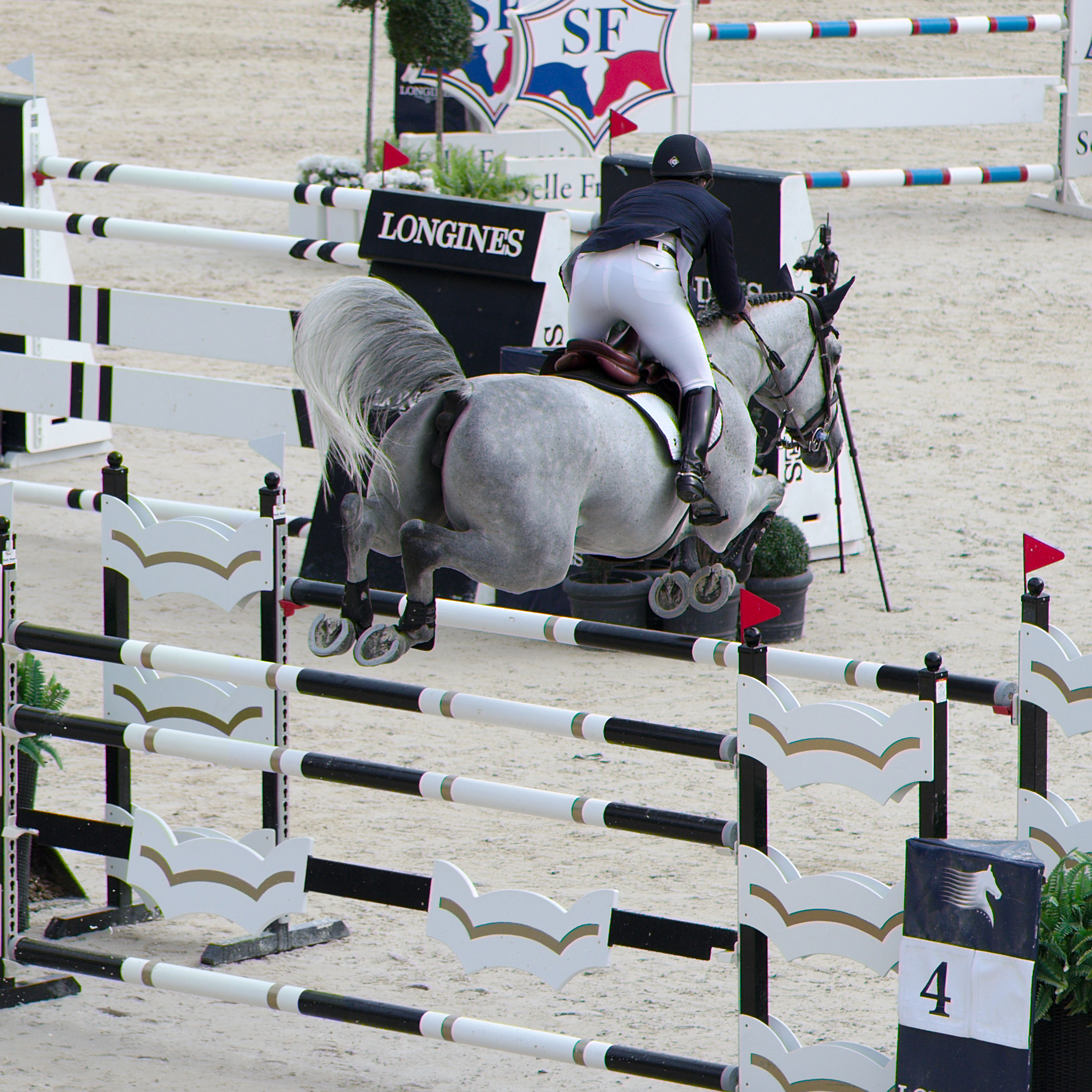
Reithose, Schnittform mit Knienaht, 2013
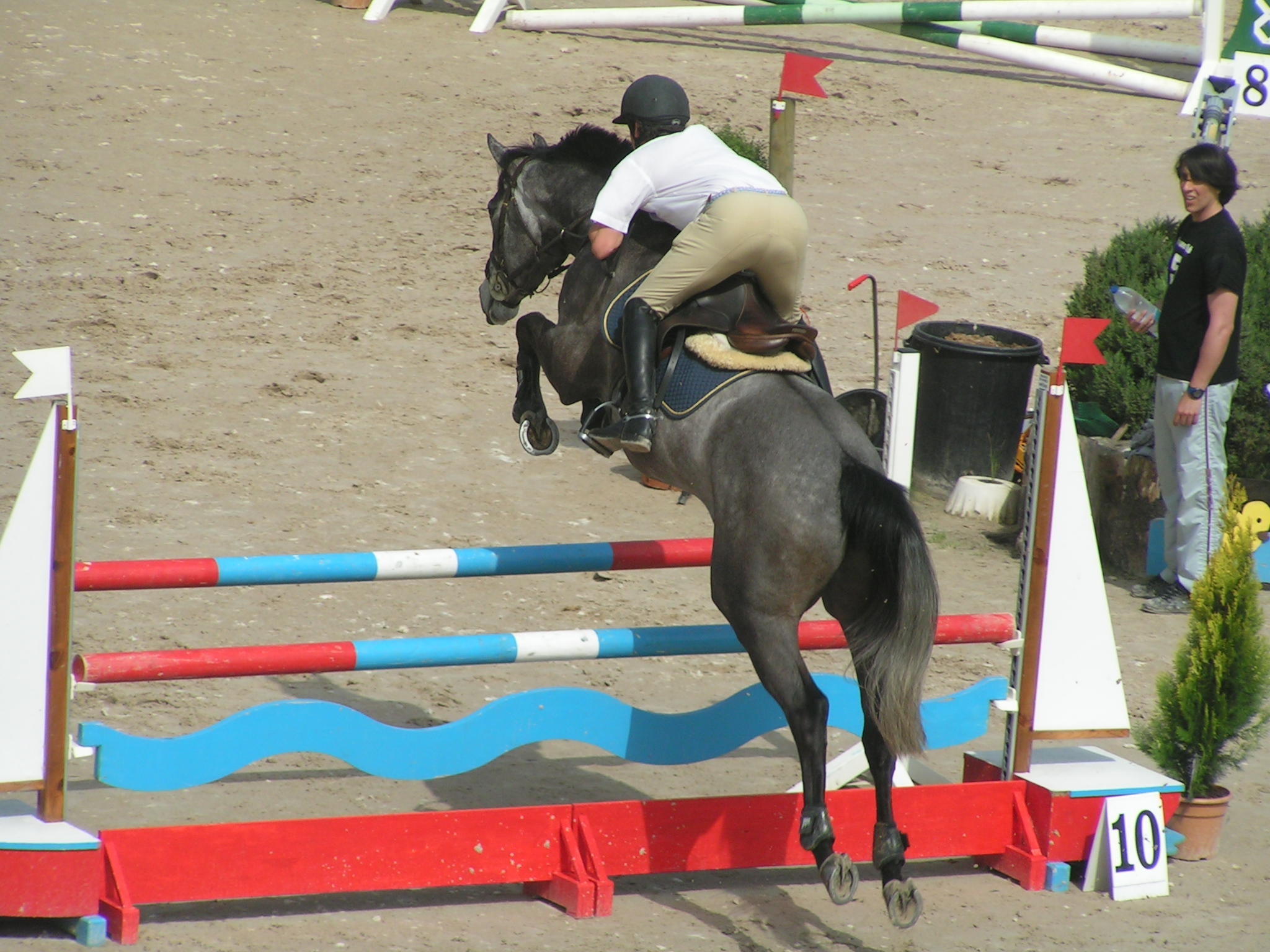
Reithose, Schnittform ohne Knienaht, bogenförmige Naht auf der Rückseite, 2011